# کوان اوه جونگ
کوان اوه جونگ (کره‌ای: 권오중؛ زادهٔ ۲۴ نوامبر ۱۹۷۱) بازیگر اهل کره جنوبی است. او به خاطر ایفای نقش در مجموعه‌های تلویزیونی گرومت (۲۰۰۸)،، عاشقان مخفی (۲۰۰۵) و مبارز آزادی، لی هو یونگ (۲۰۱۰) شناخته می‌شود. او همچنین به خاطر حضور در فیلم‌هایی همچون گرفتن یک روح باکره (۲۰۰۴) و آقای کیم و خانم کیم (۲۰۰۷) شناخته می‌شود.
کوان اوه جونگ همچنین گواهینامه سطح ۲ مددکاری اجتماعی را دارد و به خاطر کارهای داوطلبانه‌اش شناخته می‌شود. او در سال ۲۰۰۲ سازمان «گروهی از فرشتگان که به دیگران کمک می‌کنند» (천사를 돕는 사람들의 모임) را تأسیس کرد.